# Cekin (ozdoba)

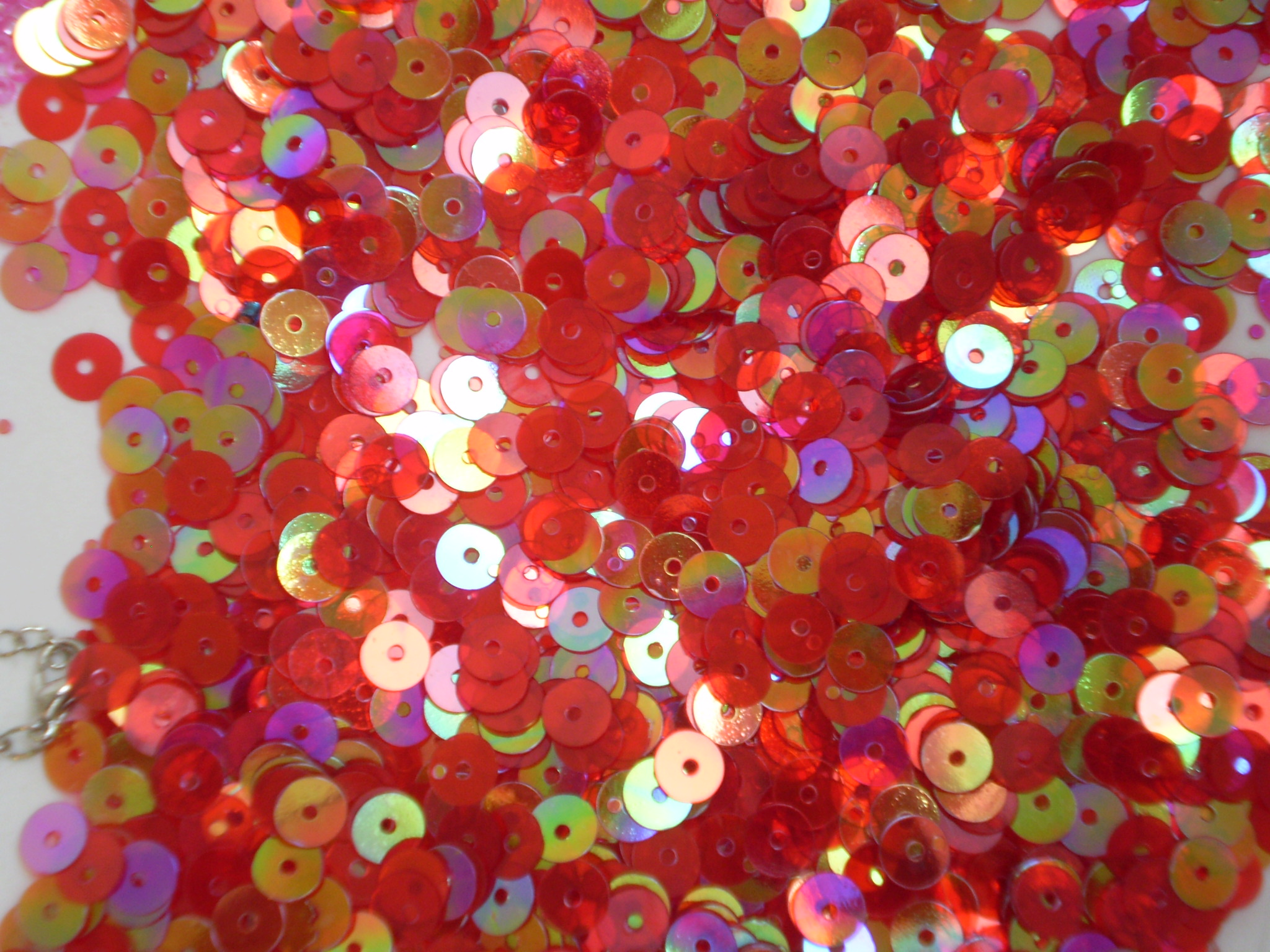
Cekiny

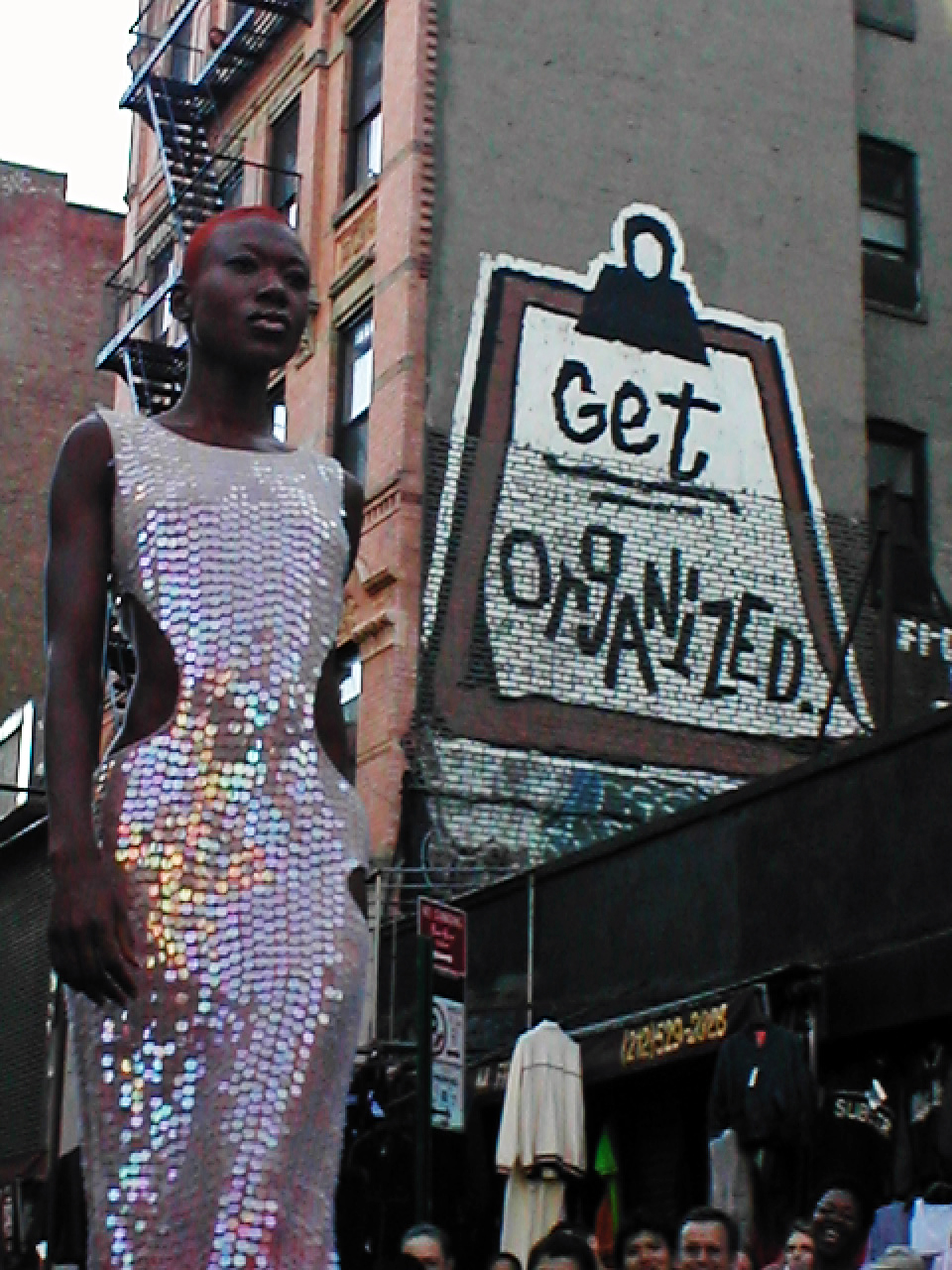
Sukienka zdobiona cekinami

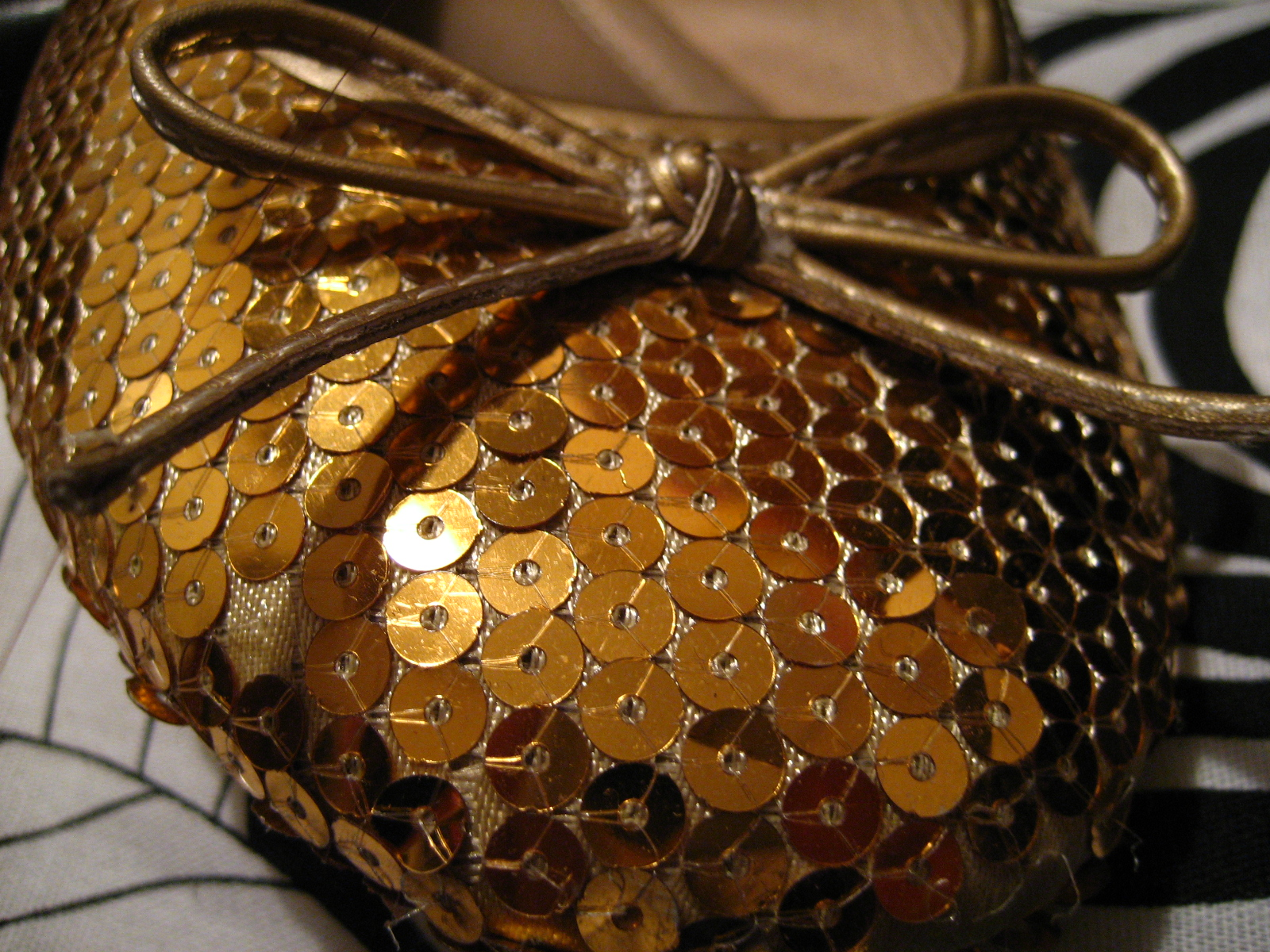
Pantofelki zdobione cekinami

Cekin, pajeta, pajetka – ozdoba, będąca cienką błyszczącą blaszką z dziurką umożliwiającą przymocowanie do materiału.
Cekiny mogą mieć różne kolory i kształty, choć najczęściej są okrągłe. Powszechnie używa się ich do ozdabiania ubrań, torebek, biżuterii i innych akcesoriów, najczęściej damskich i o charakterze wieczorowym. Często wykorzystywane są również jako element zdobniczy w regionalnych strojach ludowych, np. w Polsce i w Hiszpanii.
Współczesne cekiny są zazwyczaj robione z plastiku.

## Nazwa
Nazwa „cekin” pochodzi od cekina (wł. zecchino), drobnej złotej monety weneckiej bitej od XIII wieku.
Nazwa „pajeta” pochodzi od fr. paillette.

## Historia
Pierwsze cekiny wykonywane były z metali szlachetnych i stąd były oznaką bogactwa, jak również prestiżu. W szkicowniku Leonarda da Vinci znaleziono projekt maszyny do robienia cekinów. Projekt który nie został zrealizowany.
Lata 20 XX wieku to jest początek mody na cekiny w świecie. Związane to było z odkryciami w grobie króla Tutenchamona. Tam wśród innych znalezisk były szaty udekorowane okrągłymi złotymi krążkami, przypominającymi cekiny.
Rozgłos odkrycia grobowca był inspiracją do zaistnienia w modzie światowej motywów egipskich. Wraz z nimi pojawiła się moda na cekiny.
Ówczesny kanon mody kobiecej – chłopczyca, nosiły piersiówki, paliły papierosy w lufkach, szalały w klubach w rytmie jazzowej muzyki. Frędzle, paciorki oraz metalowe cekiny były koniecznymi elementami ich stroju. Cekiny prezentowały się wspaniale w świetle lamp, ale sukienki te nie były najwygodniejsze z powodu ich ciężaru.
W kolejnym dziesięcioleciu pojawił się pomysł wykonania cekinów z żelatyny. Suknie tak ozdobione były znacznie lżejsze, ale pod wpływem ciepła i wody takie cekiny topiły się i spływały.
Herbert Lieberman, pracownik firmy Eastman Kodak produkującej klisze filmowe wpadł na pomysł aby z celulozy acetanowej stworzyć nowe cekiny. Efekt był znacznie lepszy, były one bardzo lekkie, ale należało uważać, gdyż były bardzo kruche i łamliwe jak szkło.
W 1950 koncern chemiczny DuPont zaprezentował tworzywo o nazwie mylar. Była to cienka folia poliestrowa pokrywająca cekiny z acetatu i dawała dodatkowo kolorową warstwę. Uzyskano nie tylko ładny wygląd, ale również możliwość prania w pralkach.
Kolejny surowcem do produkcji cekinów był plastik winylowy. Co prawda nie był tak efektowny jak poprzednie, ale był znacznie trwalszy i tańszy w produkcji.
Do pierwszych osób które rozsławiły kostiumy cekinowe należało norweska łyżwiarka figurowa Sonja Henie. Ona, jako pierwsza publicznie pojawiła się w takim błyszczącym stroju.
Suknie ozdobiona cekinami prezentowały gwiazdy Hollywood: Barbara Stanwyck, Bette Davis, Joan Crawford, Marlena Dietrich, Ava Gardner, czy też Marilyn Monroe.
Świat wykonawców muzyki również poddał się tej modzie. Są tu przedstawiciele glam rocka – David Bowie, jak i sceny disco i takich wykonawców muzyki pop jak Cher, Madonna, czy też Michael Jackson.
Moda na cekiny jest obecna i na dworach królewskich – księżna Diana często, na przyjęcia wieczorowe, wybierała kreacje ozdobione cekinami.